# Antimicrobico
Un antimicrobico è una sostanza che uccide i microorganismi, o ne inibisce la crescita.  La sua attività dipende da parametri quali concentrazione nel substrato, temperatura, pH,  tipologia del substrato, tipologia del microrganismo da combattere, oltre che dalla presenza di umidità e ossigeno.
Gli antimicrobici possono essere suddivisi in base alla loro attività e al tipo di microorganismo che ne subisce l'azione. Tra gli antimicrobici che uccidono i microorganismi si avranno quindi battericidi, fungicidi e virucidi, mentre tra quelli che ne inibiscono la crescita si troveranno batteriostatici, fungistatici e virostatici. In base alla possibilità di utilizzo esteso su tessuti in vivo gli antimicrobici sono divisi in antisettici e disinfettanti (questi ultimi sono inadatti all'uso su organismi viventi che si intendano proteggere).
Nella pratica medica gli antimicrobici sono utilizzati per combattere le infezioni dovute ai microorganismi patogeni. Nell'ambito della ricerca scientifica sono utilizzati per controllare la crescita microbica e per selezionare i microorganismi da coltivare. In natura sostanze antimicrobiche sono prodotte da diversi organismi. Spesso si tratta proprio di microorganismi che producono sostanze antimicrobiche allo scopo di eliminare microorganismi di specie diversa e di essere così avvantaggiati nella competizione.

## Storia
Sebbene i batteri non fossero conosciuti, gli effetti purificatori e curativi di alcune sostanze erano noti fin dall'antichità. Per esempio, l'utilizzo dell'argento come agente purificante è riconosciuto da circa seimila anni quando gli Egizi lo utilizzavano per purificare l'acqua che dovevano conservare per lunghi periodi di tempo. Gli stessi fenici utilizzavano l'argento per mantenere inalterate le caratteristiche dell'acqua, del vino e dell'aceto durante il trasporto.
Anche il rame veniva impiegato nell'antichità: gli Egizi lo impiegavano per la sterilizzazione dell'acqua e delle ferite; Ippocrate di Coo (V-IV secolo a.C.), che può essere considerato il padre della medicina, raccomandava l'uso del rame per trattate le ulcere alle gambe associate alle vene varicose; i Greci spruzzavano una polvere secca composti di rame sulle ferite fresche, per evitare le infezioni. Gli egizi e i greci utilizzavano muffe e piante come rimedi antibatterici, senza tuttavia conoscere le sostanze alle quali era dovuto l'effetto curativo.
In tempi più vicini a noi, dal 1300 la stessa Chiesa cattolica scelse specificatamente l'argento per i suoi calici e per le vaschette per l'eucaristia per prevenire il diffondersi di malattie tra preti e praticanti. Nel 1884 il medico tedesco F. Crade fermò la malattia che causava la cecità in generazioni di neonati, utilizzando un medicinale la cui efficacia quale principio attivo fu attribuita all'argento. Quasi negli stessi anni fu scoperto il ruolo del rame contro la Plasmopara viticola, il fungo responsabile della peronospora, una delle più pericolose malattie dei vigneti.
I primi progressi per quanto riguarda la produzione di veri e propri agenti chemioterapici si ebbero all'inizio del Novecento grazie allo sviluppo del concetto di tossicità selettiva da parte dello scienziato tedesco Paul Ehrlich. Ehrlich studiando le tecniche di colorazione dei microorganismi notò che alcuni coloranti coloravano selettivamente alcuni microorganismi mentre non ne coloravano altri. Ipotizzò correttamente che ciò fosse dovuto al fatto che queste sostanze si legavano a molecole specifiche presenti solo in determinati organismi. Il passo successivo fu supporre che se al posto di un colorante ci fosse stata una sostanza tossica, questa avrebbe esercitato la sua funzione solo contro il microorganismo in questione. Ehrlich descrisse queste ipotetiche sostanze come «proiettili magici», in grado di colpire il patogeno ma risparmiare l'ospite. In seguito Ehrlich studiò la tossicità selettiva di diversi composti, arrivando a sviluppare i primi chemioterapici, fra i quali il Salvarsan, utilizzato contro la sifilide.
Ulteriori passi avanti furono fatti negli anni trenta grazie agli studi di Gerhard Domagk. Questi testò l'attività antimicrobica di diverse sostanze su infezioni da streptococchi nei topi, fino alla scoperta di un composto, il Prontosil, che era attivo nelle infezioni ma che risultava non avere alcun effetto sugli streptococchi in vitro. In seguito si scoprì che all'interno dell'organismo il Prontosil veniva scisso per produrre sulfanilamide. Questa scoperta portò allo sviluppo dei sulfamidici e alla definizione del concetto di analogo di fattore di crescita.
Il più grande sviluppo nell'ambito della lotta ai microorganismi si ebbe con la scoperta degli antibiotici da parte di Alexander Fleming. Fleming stava conducendo una ricerca dedicata ad altri scopi, quando ci si accorse che alcune piastre di Petri su cui erano state impiantate colture di stafilococco e che erano state lasciate in disparte, erano state contaminate da muffa. Esaminando le piastre si notò che le colonie di stafilococco stavano andando incontro a lisi, e si ipotizzò che questo fosse dovuto a una sostanza prodotta dalla muffa. L'organismo fu identificato come un fungo del genere Penicillium e la sostanza da esso prodotta fu chiamata penicillina. Successivamente un gruppo di scienziati guidati da Howard Florey sviluppò i sistemi per il controllo, l'analisi e la produzione su larga scala della penicillina, e ne dimostrò l'efficacia nel trattamento di infezioni batteriche umane. La penicillina fu quindi il primo antibiotico.

## Batteriostatico, battericida e batteriolitico
Se si aggiunge un antimicrobico ad una coltura batterica in crescita esponenziale si potranno avere tre effetti: batteriostatico, battericida e batteriolitico. L'effetto batteriostatico è quello di inibire la crescita delle cellule batteriche senza tuttavia ucciderle. Spesso i batteriostatici agiscono inibendo la sintesi proteica nell'organismo bersaglio. Nel caso di utilizzo di un batteriostatico la conta delle cellule rimarrà costante. Se il batteriostatico viene rimosso, o comunque la sua concentrazione diminuisce, la crescita batterica riprende. L'effetto battericida è invece quello di determinare la morte delle cellule del microorganismo, senza tuttavia causarne la lisi. Di solito i battericidi sono sostanze che si legano irreversibilmente a dei componenti cellulari, e non vengono rimosse con la diluizione. In caso di utilizzo di un battericida la conta delle cellule totali rimane costante, mentre quella delle cellule vitali scende. Il batteriolitico ha l'effetto di uccidere le cellule microbiche causandone la lisi, cioè la rottura. Spesso agiscono inibendo la sintesi della parete cellulare o danneggiando la membrana plasmatica. In caso di utilizzo di un batteriolitico la conta delle cellule totali diminuisce di pari passo con quella delle cellule vitali.
Molte sostanze possono comportarsi da batteriostatici se usate a bassa concentrazione e da battericidi se usate ad alta concentrazione.

## Misura dell'attività antimicrobica
L'attività antimicrobica di una determinata sostanza si misura determinando la concentrazione più bassa della sostanza necessaria per inibire la crescita di un determinato microorganismo. Tale valore è noto come MIC, ovvero Minimum Inhibiting Concentration, in italiano Concentrazione minima inibitoria. Per misurare la MIC si prepara una serie di colture del microorganismo in questione, ciascuna con una diversa concentrazione dell'antimicrobico. Successivamente si rileva la presenza o meno di crescita batterica. La coltura con la minor concentrazione di antimicrobico in cui non si sia rilevata crescita batterica è quella in cui è stata utilizzata la MIC. Un altro valore che è possibile determinare è la minor concentrazione alla quale l'antimicrobico provoca la morte del microorganismo. Questo valore è chiamato MBC, cioè Minimun Battericide Concentration (in italiano concentrazione minima battericida). Sia la MIC che la MBC non sono costanti assolute del composto, in quanto variano in base alle caratteristiche del microorganismo e ai valori ambientali. Anche in condizioni ambientali rigorosamente standardizzate la MIC e la MBC sono una caratteristica della coppia antimicrobico-microorganismo.

## Utilizzo di antimicrobici su organismi viventi
Gli antimicrobici trovano largo uso nella pratica medica per combattere e prevenire le infezioni, tuttavia non tutte le sostanze antimicrobiche possono essere utilizzate sugli organismi viventi. Si definisce disinfettante una sostanza che provoca la morte dei microorganismi ma non può essere usata estesamente su tessuti viventi, in quanto tossica. La maggior parte delle sostanze con effetto antimicrobico ricade in questa categoria. Queste sostanze in medicina possono essere utilizzate al massimo per applicazione cutanea locale. Si dice invece antisettico un composto che provoca la morte dei microorganismi e che può essere utilizzato su tessuti viventi, anche ad alte concentrazioni. Questo è possibile grazie ad una particolare proprietà di questi composti nota come tossicità selettiva. La tossicità selettiva è dovuta alla capacità dell'antimicrobico di colpire determinati bersagli cellulari esclusivi del microorganismo, di modo da non provocare alcun danno all'organismo ospite. Questi antimicrobici sono quelli di norma utilizzati come farmaci.

### Farmaci antimicrobici sintetici
Le principali sostanze antimicrobiche di origine sintetica sono gli analoghi dei fattori di crescita. Si tratta di sostanze simili ai fattori di crescita utilizzati dai microorganismi. Questi composti bloccano l'utilizzo dei fattori di crescita da parte dei microorganismi. Dato che il microorganismo non è in grado di sintetizzare da solo queste sostanze, gli analoghi dei fattori di crescita sono efficaci nell'inibire la crescita batterica. Una classe importante di antibatterici che utilizza questo sistema è quella dei sulfamidici, dei quali fa parte la sulfanilamide, che agisce come analogo dell'acido p-aminobenzoico, indispensabile ai batteri per sintetizzare l'acido folico, che a sua volta è indispensabile per la loro sopravvivenza. Un altro esempio di analogo di fattore di crescita è l'isoniazide, utilizzato contro Mycobacterium tuberculosis, simile alla nicotinamide. Analoghi di basi azotate sono invece utilizzati soprattutto nelle infezioni virali.
Fra i farmaci antimicrobici non analoghi di fattori di crescita ci sono i chinoloni, che interagiscono con la DNA girasi batterica impedendone l'attività, inibendo quindi la moltiplicazione batterica.
Ultimamente, gli antimicrobici basati su nanomateriali di argento e rame stanno attirando sempre maggiore attenzione per le loro intrinseche proprietà di efficienza ed ampio spettro di azione.

### Farmaci antimicrobici di origine naturale: gli antibiotici
Gli antibiotici sono sostanze naturalmente prodotte da alcuni microorganismi allo scopo di eliminare altri microorganismi competitori. Sono le sostanze più largamente usate come antimicrobici in medicina.